# Alan Douglas Borges de Carvalho
Alan Douglas Borges de Carvalho známý jako Alan (* 10. července 1989, Barbosa, Brazílie) je brazilský fotbalový útočník hrající za čínský klub Kuang-čou Evergrande FC. Hraje na postu hrotového útočníka.
Společně s belgickým útočníkem Romelu Lukakem z Evertonu se stal v dresu FC Red Bull Salzburg s 8 góly nejlepším kanonýrem Evropské ligy 2014/15.